# Рицар без броня (филм, 1966)
„Рицар без броня“ е български игрален филм (семеен, драма) от 1965 година на режисьора Борислав Шаралиев, по сценарий на Валери Петров. Оператор е Атанас Тасев. Музиката във филма е композирана от Васил Казанджиев.

## Сюжет
Внимание:  Текстът по-долу разкрива сюжета на произведението (или части от него)!
Семейството се суети около новата кола и потегля на първия излет с нея. Малкият Ваньо (Олег Ковачев) бъбри весело, но бащата (Цвятко Николов) го срязва. Майката (Мария Русалиева) слага трапеза на открито, но в този момент колата потегля по наклона. Уплахата им, че малкият е вътре, отминава – палавникът изскача от храстите. Ваньо често играе сред блоковете с дървени мечове и картонена рицарска броня и постепенно се сблъсква с живота на възрастните. Неговата учителка (Таня Масалитинова) идва при баща му, началник в министерството, със справедлива молба, но той я отпраща. Момчето е смутено от разговора между родителите – защо не се застъпват за правдата? То се чувства самотно и все по-чуждо у дома и разговаря на ум с единствения човек, на когото се доверява – вуйчото (Апостол Карамитев). Когато той го взема на разходка, детето е щастливо. Двамата надникват в печатницата на вестник, на репетиция в театъра, отиват на интересен филм. Вуйчо Георги не прекъсва думите и въпросите на Ваньо, отнася се към него със сериозност. И когато се прибира вкъщи, момчето притиска до себе си кристала, подарен от вуйчото, за да го показва като чудо.

## Актьорски състав
| Изпълнител                     | Роля                             |
| ------------------------------ | -------------------------------- |
| Олег Ковачев                   | Ваньо Стамов                     |
| Вихър Стойчев                  | Пинокио                          |
| Слав Николов Олег Попов        | Приятели на Ваньо                |
| Катя Стоянова                  | Розамунда                        |
| Мария Русалиева                | Емилия Стамова (майката)         |
| Цвятко Николов                 | Стоян Стамов (бащата)            |
| Апостол Карамитев              | Вуйчо Георги                     |
| Таня Масалитинова              | Учителката Кирилова              |
| Георги Пенков                  | Пътен милиционер                 |
| Юрий Яковлев                   |                                  |
| Анани Анев                     |                                  |
| Никола Анастасов               |                                  |
| Кирил Димчев                   |                                  |
| Ламби Порязов                  |                                  |
| Соня Маркова                   | другарката Христова, журналистка |
| Д. Горанова                    |                                  |
| Евг. Филипова                  |                                  |
| Д. Георгиев                    |                                  |
| Евстати Стратев (некредитиран) |                                  |

## Технически екип
| Сценарий           | Валери Петров                                                               |
| Режисьор           | Борислав Шаралиев                                                           |
| Оператор           | Атанас Тасев                                                                |
| Художник           | Мария Иванова                                                               |
| Музика             | Васил Казанджиев                                                            |
| Звук               | Георги Кръстев Стоил Ганев                                                  |
| Редактор           | Николай Попов                                                               |
| Костюми            | Лили Димкова                                                                |
| Асистент-режисьори | Николай Рударов Николай Попов Дора Тодорова                                 |
| Асистент-оператори | Ивайло Тренчев Димитър Хаджиилиев Цанко Цанчев                              |
| Монтаж             | Евгения Радева Венцеслава Каранешева                                        |
| Грим               | Евгения Димчева Армене Мечикян                                              |
| Фотограф           | Милка Русинова                                                              |
| Гардероб           | Цветана Рачева                                                              |
| Реквизит           | Георги Апостолов                                                            |
| Адм. ръководители  | Весела Димитрова Христо Ненов Любомир Минев                                 |
| Директор           | Вълчо Йорданов                                                              |
| Distributed by     | БЪЛГАРСКА КИНЕМАТОГРАФИЯ Студия за игрални филми – СОФИЯ /Copyright © 1965/ |

## Награди
- Специална награда на журито от Фестивала за български игрални Филми, (Варна, 1966).
- Награда на град София за 1966 г.
- „Сребърният лъв на Свети Марко“ за най-добър детски филм на режисьора Борислав Шаралиев, (Венеция, Италия, 1966)
- Награда за най-добра интерпретация на детска роля на Олег Ковачев, (Венеция, Италия, 1966)
- Награда на в-к „Пионерская правда“ за най-добра детска роля на Олег Ковачев, Международен филмов фестивал, (Москва, СССР, 1967).
- 144-ти в класацията на БНТ за „Любими български филми“.